# Bystrzyca Kłodzka
Bystrzyca Kłodzka (česky Kladská Bystřice,slezsky Kłodzko Bystrzica,  německy Habelschwerdt) je město v Dolnoslezském vojvodství, v kladském okrese, historicky bylo součástí kladského hrabství. V letech 1975–1998 město patřilo do vojvodství valbřišského. Město je známé historickými budovami a jako turistické centrum.

## Obyvatelstvo
K 10. lednu 2011 zde žilo 10 511 obyvatel.

## Historie

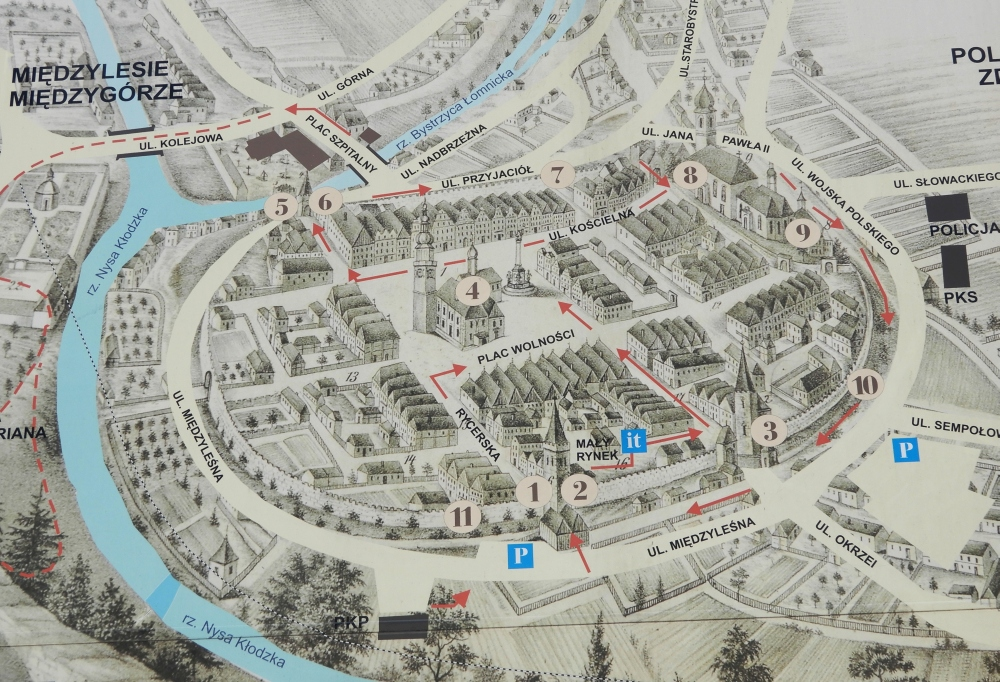
Bystrzyca Kłodzka - plán historických památek

Tržní a řemeslnická osada zaznamenala rozvoj již za vlády posledních Přemyslovců během 13. století. Od krále Václava I. ji získal do správy Havel z Lemberka († 1255), jehož manželkou byla svatá Zdislava. Za jednoho z jeho nástupců, fojta Georga Rückera, bylo město vytyčeno na pravidelném půdorysu, vybudovány či dokončeny městské hradby s hradebními věžemi, z nichž tři se dochovaly dosud. Město bohatlo zejména díky řemeslnickým dílnám pláteníků, soukeníků a díky obchodu. Byl zde založen také královský mlýn.
Za zakladatele královského města bývá označován český král Jan Lucemburský; ten roku 1319 město nadal mnoha privilegii, která roku 1348 potvrdil jeho syn Karel IV. Kromě farního kostela sv. Michaela archanděla byl u Dolní brány roku 1381 založen kostel sv. Antonína s městským špitálem, druhý špitál byl založen roku 1399 u Kladské brány. Stavební rozvoj ve středověku negativně nejvíce ovlivnily vpád husitů z roku 1429 a požár z roku 1475.
K rozkvětu města v letech 1600–1617 přispěla samostatnost fojtské správy a vlastní soudní pravomoc. V třicetileté válce vyrabovali město Švédové. V letech 1628–1629 došlo k rekatolizaci. Roku 1646 velká část města vyhořela, další požár z roku 1703 zničil dvě třetiny městské zástavby uvnitř hradeb.
Ve druhé slezské válce obsadili a rabovali město vojáci obou stran: Prusové, uherské oddíly, a dále panduři barona Františka Trencka. V těsné blízkosti města zvítězili 14. února 1745 Prusové pod vedením Johanna von Lehwaldt nad rakouským vojskem generála Františka Václava hraběte Wallise. Podle dohody Hubertusburského míru bylo město s celým kladským hrabstvím roku 1763 připojeno k Prusku. Dne 18. ledna 1779 u Kladské Bystřice rakouské vojsko vedené Dagobertem Zikmundem von Wurmser porazilo Prusy a mnoho jich zajalo.
Od roku 1818 byla Kladská Bystřice krajským městem. Roku 1945 obsadila město Rudá armáda a několik desítek obyvatel odvlekla do gulagů na Sibiři a v Kazachstánu. Oběti připomínají pamětní desky v městském kostele. Němečtí obyvatelé města byli odsunuti a jejich místo zaujali Poláci, často přicházející z území Kresů, připojených v roce 1945 k Sovětskému svazu.

## Urbanismus a památky
Město má dobře dochovaný okrouhlý středověký půdorys s hradební zdí ze 14. století, obdélným náměstím, přibližně pravoúhlou a radiální sítí ulic, mnoha v jádru gotickými či renesančními domy a dvěma dominantními věžemi v panoramatu. Do nyní z větší části zasypaného hradebního příkopu byla původně svedena říčka Kladská Nisa, vlévající se do Bystřice.  
- Kostel sv. Michaela Archanděla, unikátní prostorová dispozice: gotické dvoulodí se třetí jižní lodí završenou emporou, původní křížové klenby, založeno roku 1336, přestavěno ve stylu slezské renesance v polovině 16. století (dva vstupní portály se sochami, jižní mariánská kaple se štíty), v letech 1563–1576 byl kostel luteránský a kázal v něm Kaspar Elogius. Hodnotné je vnitřní zařízení: v kapli poutní obraz Panny Marie Královny míru (Regina pacis), renesanční kamenná křtitelnice, varhany rokokové
- Radnice - původní stavba s z roku 1458 podle vzoru florentského byla přestavěna kolem roku 1540 a obestavěna na špalíček (blok staveb) uprostřed náměstí, při rekonstrukci po roce 1815 byl špalíček spojen v jedinou stavbu a zvýšen o třetí patro, dodnes sídlo městské správy
- Morová statue na náměstí: trojstupňové pískovcové sousoší: na vrcholu sedící postavy Nejsvětější Trojice, uprostřed v nice stojící Panna Marie Immaculata obklopená členy své rodiny; po pravici sv. Josef se sekerou, po levici její otec sv. Jáchym, vzadu sv. Anna; dole uprostřed patron města sv. Archanděl Michael ve zbroji, na balustrádě svatí patroni města a diecéze: sv. František Xaverský, sv. Jan Nepomucký, sv. Florián; autor Anton Jörg z Kamence (Kamieniec zabkowicki), na poprsni statue je rytá latinská dedikace s chronogramem 1736.
- Pranýř na Malém rynku – sloup s okovy k věznění nepoctivých trhovců a zlodějů, z roku 1556
- Opevnění a městské brány s věžemi Vodní a Kladské brány a Rytířské věže – z režného kamenného zdiva, ve věžích kamenná ostění ze 14.–15. století, celistvé opevnění bylo zrušeno roku 1840
- Měšťanské domy, úzké gotické parcely jsou patrné zejména na severní a západní straně náměstí, dochovány tři desítky historických objektů: ve zdivu gotické a renesanční domy s původními kamennými ostěními oken a dveří
- Špitální kostel sv. Jana Nepomuckého na jižním okraji města, z roku 1827.
- Kaple sv. Floriana na Hoppenbergu  (Parkové hoře), barokní z let 1727–1737, bohaté vnitřní zařízení: barokní sochy od Michaela Klahra (1693–1743), kopie brněnské Růžencové madony

## Osobnosti
- Jan Kryštof Welak (1657–1728) benediktin, historik a autor městské kroniky Kladské Bystřice; profes a později převor Broumovského kláštera, dále superior v Polici nad Metují a v závěru života převor Sázavského kláštera
- Jan Kuben (1697–1770), český malíř-freskař ve službách jezuitů, vymaloval např. chodby a sály pražského Klementina

## Partnerská města
- Alcañiz, Španělsko
- Amberg, Německo
- Kaźmierz Wielkopolski, Polsko
- Laissey, Francie
- Massa Martana, Itálie
- Ústí nad Orlicí, Česko

## Galerie

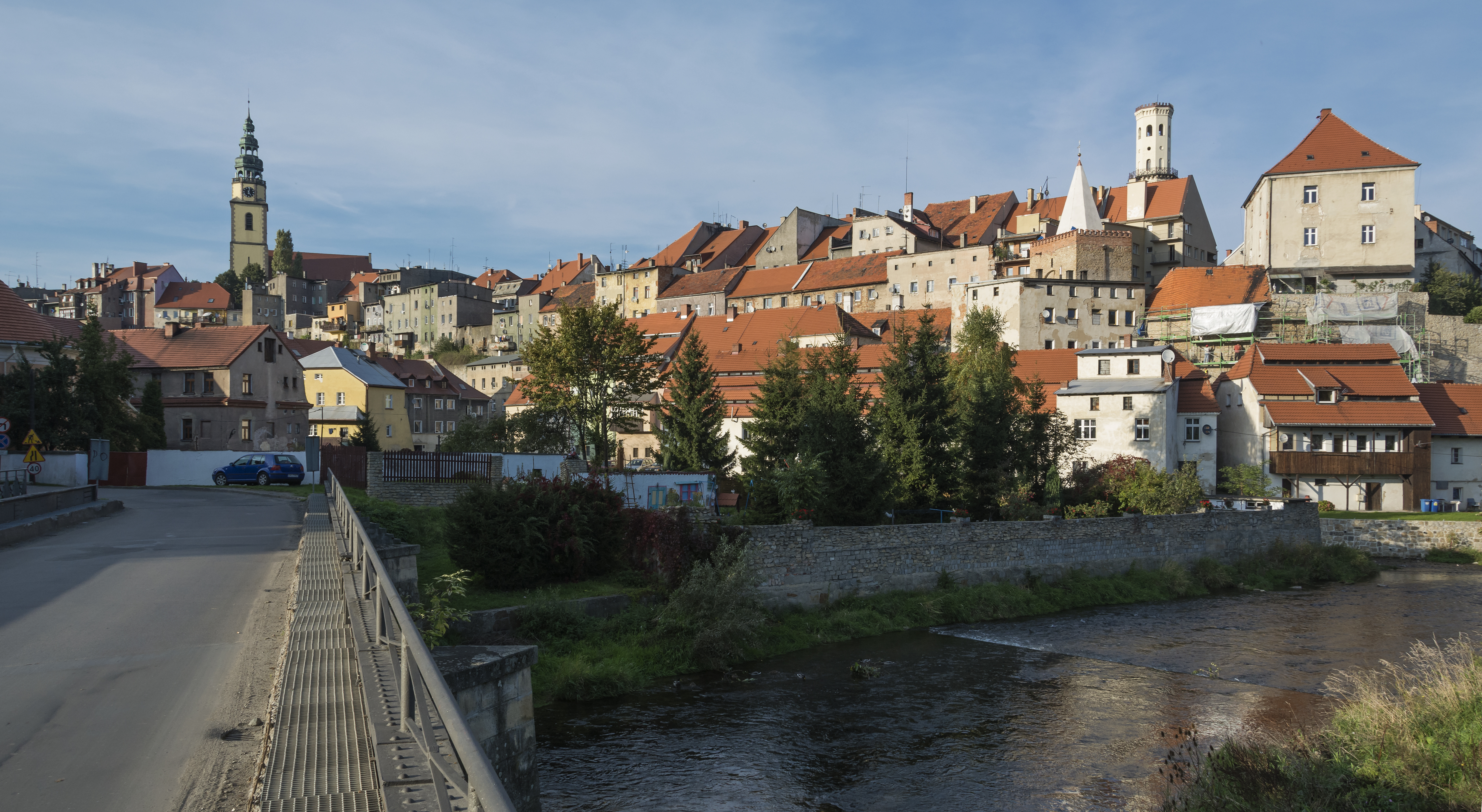
Staré město s věžemi radnice a chrámu sv. Michaela Archanděla
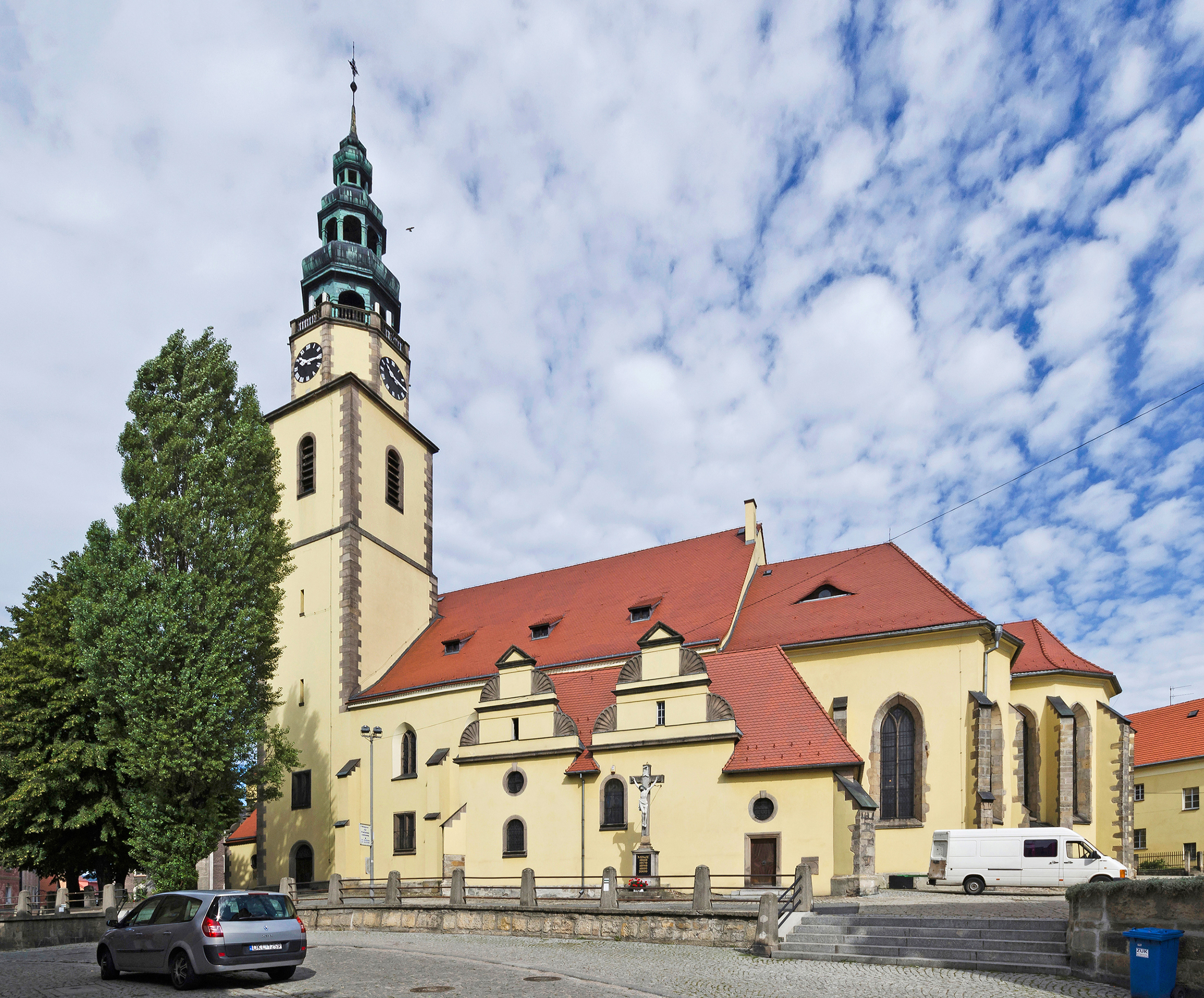
Kostel sv. Michaela archanděla od jihu
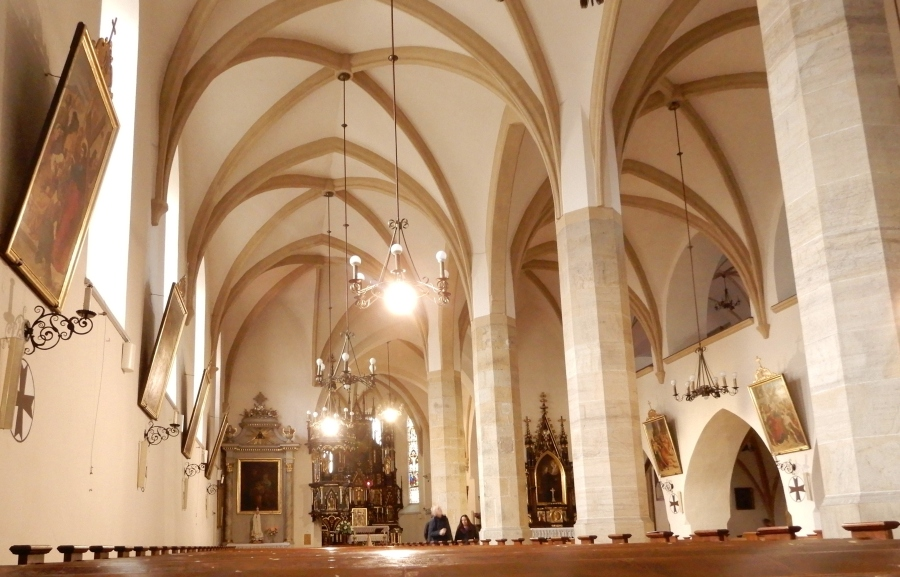
Kostel sv. Michaela Archanděla, interiér
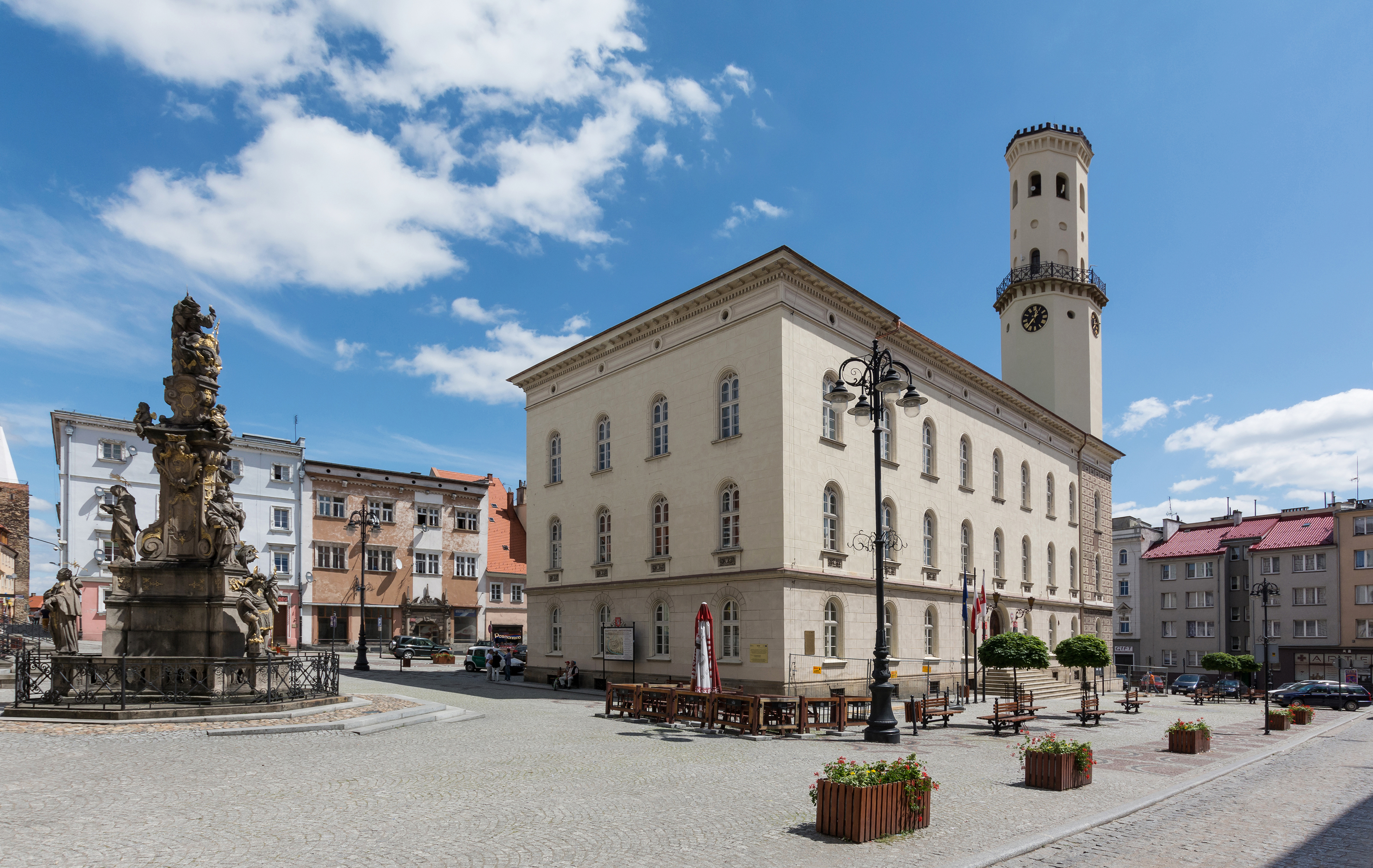
Náměstí s morovou statuí a radnice
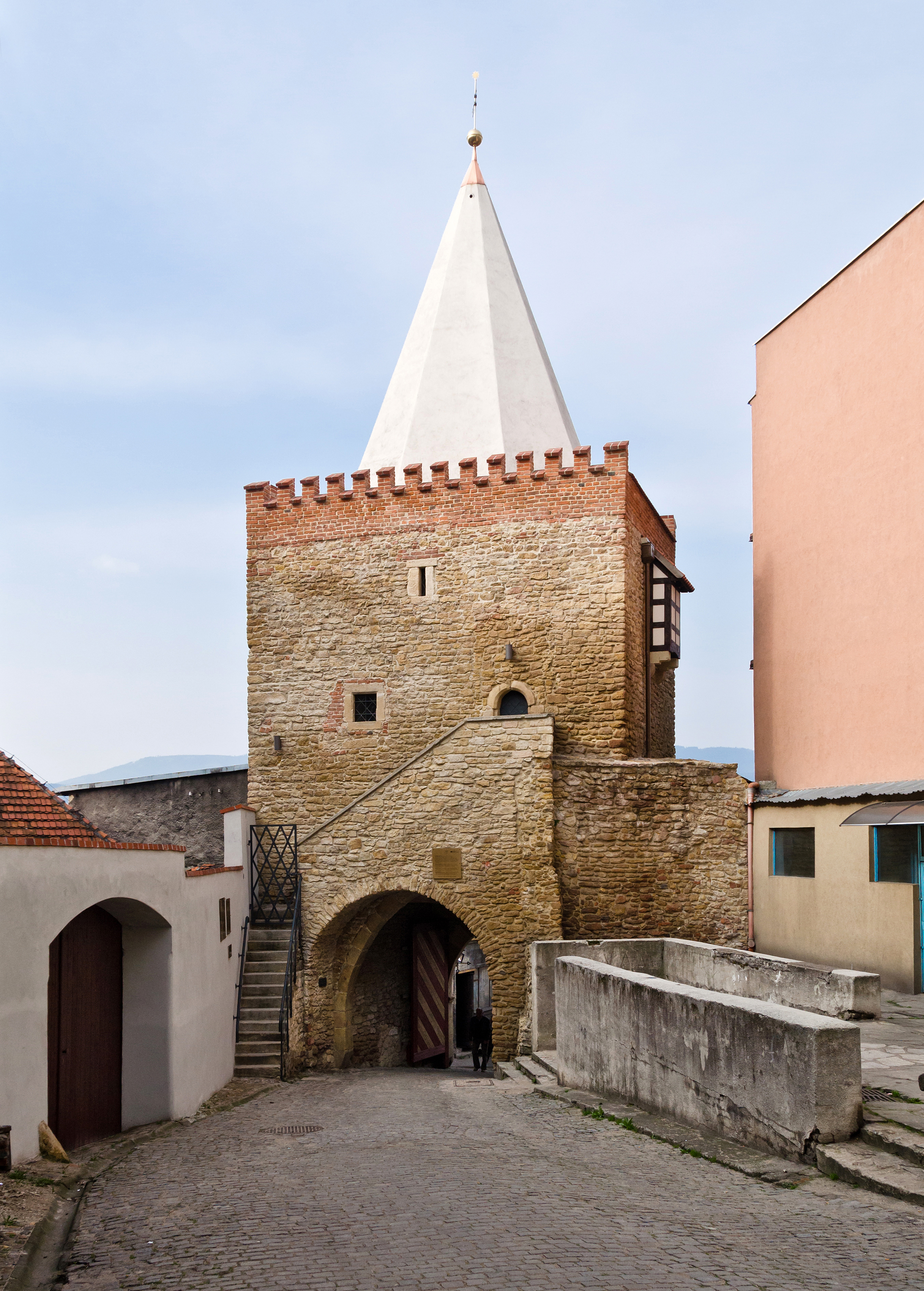
Dolní brána zvaná Vodní s domem fojta